# حرب القرم
حرب القرم (بالتركية: Kırım Savaşı) (الروسية: Восточная война؛ الحرب الشرقية) هي حرب قامت بين الإمبراطورية الروسية والدولة العثمانية في 4 أكتوبر 1853، واستمرت حتى 1856م. ودخلت مصر  و تونس وبريطانيا وفرنسا الحرب إلى جانب الدولة العثمانية في 1854م  التي كان قد أصابها الضعف، ثم لحقتها مملكة سردينيا التي أصبحت فيما بعد (1861م) مملكة إيطاليا. وكان أسبابها الأطماع الإقليمية لروسيا على حساب الدولة العثمانية وخاصة في شبه جزيرة القرم التي كانت مسرح المعارك والمواجهات، وانتهت حرب القرم في 30 مارس 1856م بتوقيع اتفاقية باريس وهزيمة الروس.

## الدولة العثمانية وأطماع روسيا
اتسمت العلاقات بين الدولة العثمانية وروسيا القيصرية بقدر كبير من العداء والدموية، فمنذ سيطرة القياصرة على الحكم في روسيا، امتلك الروس حزمة من الأطماع التوسعية في أن تكون روسيا دولة كبرى على مسرح السياسة الأوربية والدولية، واختلطت هذه الأطماع في بعض الأحيان بعواطف دينية متعصبة، متمثلة في حماية الأرثوذكس في العالم، والسيطرة على القسطنطينية التي فتحها السلطان محمد الفاتح، وكذلك السيطرة على الأماكن المقدسة المسيحية في فلسطين.
وأدرك الروس أن تحقيق هذه الأطماع المتشابكة لن يتم إلا بالقضاء على الدولة العثمانية، خاصة في منطقتي آسيا الوسطى والبلقان، والسعي إلى تقسيم الأملاك العثمانية بين الدول الكبرى، تمهيدا لوصول روسيا إلى المياه الدافئة، وهو الحلم الذي ظل يراود الروس فترة طويلة من الزمن، وأدرك الروس أن ذلك لن يتحقق إلا بوجود قدر من التوافق بين روسيا والدول الأوربية الكبرى.
وبسبب هذه الأطماع الروسية فضلاً عن حالة الضعف العثمانية التي كانت تغري الدول الكبرى بالتدخل في شؤونها. وقعت عشرات الحروب بين العثمانيين والروس، استغرقت أكثر من ثلاث قرون.
ورأت فرنسا وبريطانيا في هذه الحروب الطويلة والعنيفة بين الجانبين تحقيقا لمصالحهما، من حيث إضعاف روسيا وردعها عن التدخل الفاعل والنشط في السياسة الأوروبية، وإبعادها عن المنافسة في المجال الاستعماري، وكذلك إضعاف الدولة العثمانية التي تتمدد أملاكها في 3 قارات تمهيدا لتقسيمها بطريقة لاتؤثر على التوازن في السياسة الدولية.
والمعروف أن الدولة التي كانت تقف حائلا دون تقسيم الدولة العثمانية والقضاء عليها في ذلك الوقت هي بريطانيا، التي رأت أن القضاء على «رجل أوروبا المريض» (المصطلح الذي كان يطلق على الدولة العثمانية آنذاك) فيه تهديد لمصالحها وأمن مستعمراتها في الهند، ويعني أيضا هدم دولة تقف سدا منيعا أمام الأطماع الروسية، والحيلولة دون وصول الروس إلى المياه الدافئة ومن ثم مزاحمة بريطانيا في أماكن نفوذها.
أما فرنسا فقد كانت ذات سياسة متغيرة، ولم تكن يتملكها نفس الخوف من الدور الروسي مثلما هو الحال في بريطانيا، ولعل هذا ماحصر النفوذ الفرنسي (نسبيا) في الحصول على بعض الامتيازات من العثمانيين لحماية مصالحها ورعاياها.

## حلقات الصراع
كان القيصر الروسي نيقولا الأول متعصبا دينيا، ويدرك أن حركة التجديدات والإصلاحات داخل الدولة العثمانية سوف تنعكس بصورة أو بأخرى على الأطماع والنفوذ الروسي خاصة في منطقة البلقان، لأن تقوية الدولة العثمانية تعني ألا تصل روسيا إلى المياه الدافئة. ورأى نيقولا أن نجاح العثمانيين في توطيد علاقتهم ببريطانيا سياسة شريرة تتبعها الدولة العثمانية للإضرار بالمصالح الروسية، ولذا قرر أن يختم حياته بتأديب الدولة العثمانية، لكنه أدرك أن قيامه بهذا السلوك المعادي ضد العثمانيين لن يتم بدون موافقة بريطانيا، ولذا عقد القيصر لقاء مع السفير البريطاني في مدينة سانت بطرسبرغ الروسية، وتناول اللقاء عرضا روسيا باقتسام الدولة العثمانية أو على الأقل تقليم أطرافها.
أرادت بريطانيا أن تنصب مصيدة بعناية لإيقاع روسيا في حرب ضد الدولة العثمانية لاستغلال هذه الحرب في توجيه ضربة عنيفة لروسيا تدفعها للارتداد خلف حدودها مرة أخرى، وتحجبها عن الظهور على مسرح السياسة الأوروبية ولذا أطلعت بريطانيا العثمانيين على حقيقة النوايا الروسية السرية.
لم يستوعب نيقولا الأول المتعصب دينيا حقيقة أن تقف دولة مسيحية مثل بريطانيا مع العثمانيين ضد روسيا المسيحية، وكان تقديره للموقف أنه سيقاتل الدولة العثمانية بمفردها، وأنه سيحقق انتصارا سهلا عليها، يمكنه من انتزاع ولو بعضا من المكاسب كالتي حققتها روسيا في «معاهدة أونكيار سكلسي» التي وقعتها روسيا مع الدولة العثمانية في (21 صفر 1249 هـ 8 يوليو 1833م)، ونصت على إغلاق المضايق التركية أمام جميع السفن الحربية، بينما سمحت للأسطول الروسي بدخول مضيق البوسفور للدفاع عن الأستانة، وبذلك تحررت روسيا من كثير من التهديدات البريطانية والفرنسية في البحر الأسود.
ولم تغب فرنسا عما يجري حيث كانت تعتبر بريطانيا أكبر منافس استعماري لها في العالم، وتحالف لندن مع الدولة العثمانية دونها يعني تمكن بريطانيا من تحقيق كثير من الأطماع الاستعمارية في الدولة العثمانية على حساب المطامع الفرنسية ولذا قررت باريس أن تبني موقفها بالتحالف مع بريطانيا. وأدرك الفرنسيون أن دخول بريطانيا الحرب لمساندة العثمانيين يحتم على باريس أن تدخل هي الأخرى إلى تلك الحرب، حتى لا تستحوذ بريطانيا على الموقف الأقوى في السياسة العالمية.
أما تونس ذات السيادة والاستقلالية عن الدولة العثمانية فقد كان هدفها الأساسي من المشاركة في هذه الحرب هو إستعراض جيشها الجديد أمام الفرنسيين الذين كانوا قد إحتلوا الجزائر سنة 1830 وذلك بغرض إظهار قدراتها على الردّع وامتلاكها جيش عصرياً قادراً على الدفاع عنها في حال تمادت الأطماع الفرنسية وأرادت إحتلال تونس، وهو ما حصل سنة 1881.

## الطريق للحرب
حين رأت الدولة العثمانية التنافس بين الدول الكبرى على إدارة الأماكن المقدسة للمسيحيين في فلسطين عملت على حفظ التوازن بين هذه الدول، لكن ضغوط بعض الدول الكبرى، جعلت العثمانيين يمنحون بعض الدول امتيازات خاصة، فقام السلطان العثماني بمنح امتيازات جديدة عام (1268هـ 1852م) للكاثوليك (الذين كانت فرنسا تمثلهم)، وهو مايعني أنه خضع للضغوط الفرنسية.
تسبب هذا الموقف في استياء روسي من السلطان العثماني، ووجدت روسيا فيه ذريعة ومبررا يتيح لها حرب الدولة العثمانية، معتمدة على البعد الديني وحماية المسيحيين الأرثوذكس.
أرسل القيصر الروسي بعثة دبلوماسية إلى إستانبول رأسها السفير الروسي فوق العادة «منشكوف» الذي كان يشغل منصب وزير البحرية، للتفاوض مع السلطان العثماني في قضية الأماكن المقدسة، والحصول على امتيازات للرعايا الأرثوذكس في الدولة العثمانية، إلا أن مسعى هذه السفارة الحقيقي كان السعي إلى إيجاد المبرر لحرب الدولة العثمانية.
طلب منشكوف من العثمانيين تنحية الرهبان الكاثوليك، وأن يكون الرهبان الأرثوذكس هم أصحاب الكلمة العليا في الأماكن المقدسة المسيحية بالقدس، بحيث تكون لهم حرية التصرف بمفتاح كنيسة المهد في بيت لحم وبالنجم الذي وضعه الأرثوذكس في المكان المفترض لولادة المسيح، وأن يكون للأرثوذكس الولاية على قبر مريم العذراء في الجسمانية، وإصدار الأمر بإنشاء القبة الكبرى لكنيسة القيامة من قبل بطريركية الروم الأرثوذكس بواسطة الحكومة العثمانية وبمساعدتها دون إشراك الكاثوليك أو غيرهم من المسيحيين، كذلك طلب عقد اتفاقية تعلن بوضوح أن جميع المسيحيين في الديار المقدسة تحت الحماية الروسية، وطالب أيضا بتنحية وزير الخارجية العثماني فؤاد أفندي من منصبه بسبب علاقاته الوثيقة مع الدول الغربية.
أدركت بريطانيا أن تجاوب الباب العالي مع المطالب الروسية معناه زيادة النفوذ الروسي على حسابها، ولذا استدعت بريطانيا أبرز دبلوماسيها وهو السير ستراتفورد لإحباط هذه المساعي الروسية.
كما أرسلت فرنسا بعض وحدات من أسطولها إلى المياه العثمانية، وبدأت باريس ولندن تعملان على تحويل مهمة منشكوف من كونها خلافا مذهبيا بين الكاثوليك والأرثوذكس إلى كونها خلافا سياسيا بين العثمانيين والروس، ولهذا شجع السفير البريطاني في الأستانة الدولة العثمانية على الوقوف في وجه الأطماع الروسية، مؤكدا للأستانة وقوف فرنسا وبريطانيا إلى جانب العثمانيين في أي حرب قادمة مع الروس.
نجحت الدبلوماسية البريطانية في إقناع السلطان العثماني باستصدار فرمان للتجاوب مع المطالب الروسية فيما يتعلق بالأماكن المقدسة في القدس، وبذلك ضيعت بريطانيا على روسيا حجة الخلاف المذهبي لتصعيد لهجة العداء مع الدولة العثمانية.
أغرى قبول السلطان العثماني للمطالب الروسية منشكوف على أن يعلن بصلف واضح عن طبيعة مهمته في الأستانة، وتقدم بمطالب جديدة منها ضرورة إعلان استقلال الجبل الأسود.
ناقشت البريطانيون مع السلطان العثماني مطالب منشكوف الجديدة، وحثته على رفضها، فأرسل الباب العالي العثماني إلى منشكوف يعلمه بأن مطالبه ماهي إلا اعتداء صريح على حقوق السلطان العثماني، وتدخل في الشؤون الداخلية للدولة العثمانية، وخروج على مهمته التي انتهت بصدور فرمان بخصوص الرهبان الكاثوليك في القدس، ورفض الباب العالي تغيير الأوضاع في البلقان إلا بعد التباحث وموافقة الدول الكبرى.
أثار الرفض العثماني غضب منشكوف، وأرسل بدوره رسالة تحمل صفة الإنذار إلى حكومة الأستانة، طلب فيها أن يعترف السلطان العثماني لروسيا بحق حماية الأرثوذكس حماية مطلقة وغير مقيدة (وكان عددهم في الدولة العثمانية حوالي 10 ملايين نسمة)، وأعطى الدولة العثمانية مهلة للرد على مذكرته تنتهي في (2 شعبان 1269 هـ 10 مايو 1853 م)، وأمام الرفض العثماني رحل منشكوف من الدولة العثمانية مستصحبا معه جميع العاملين في السفارة الروسية في إستانبول، وبذلك قُطعت العلاقات الدبلوماسية بين البلدين استعدادا للحرب.

## حرب القرم

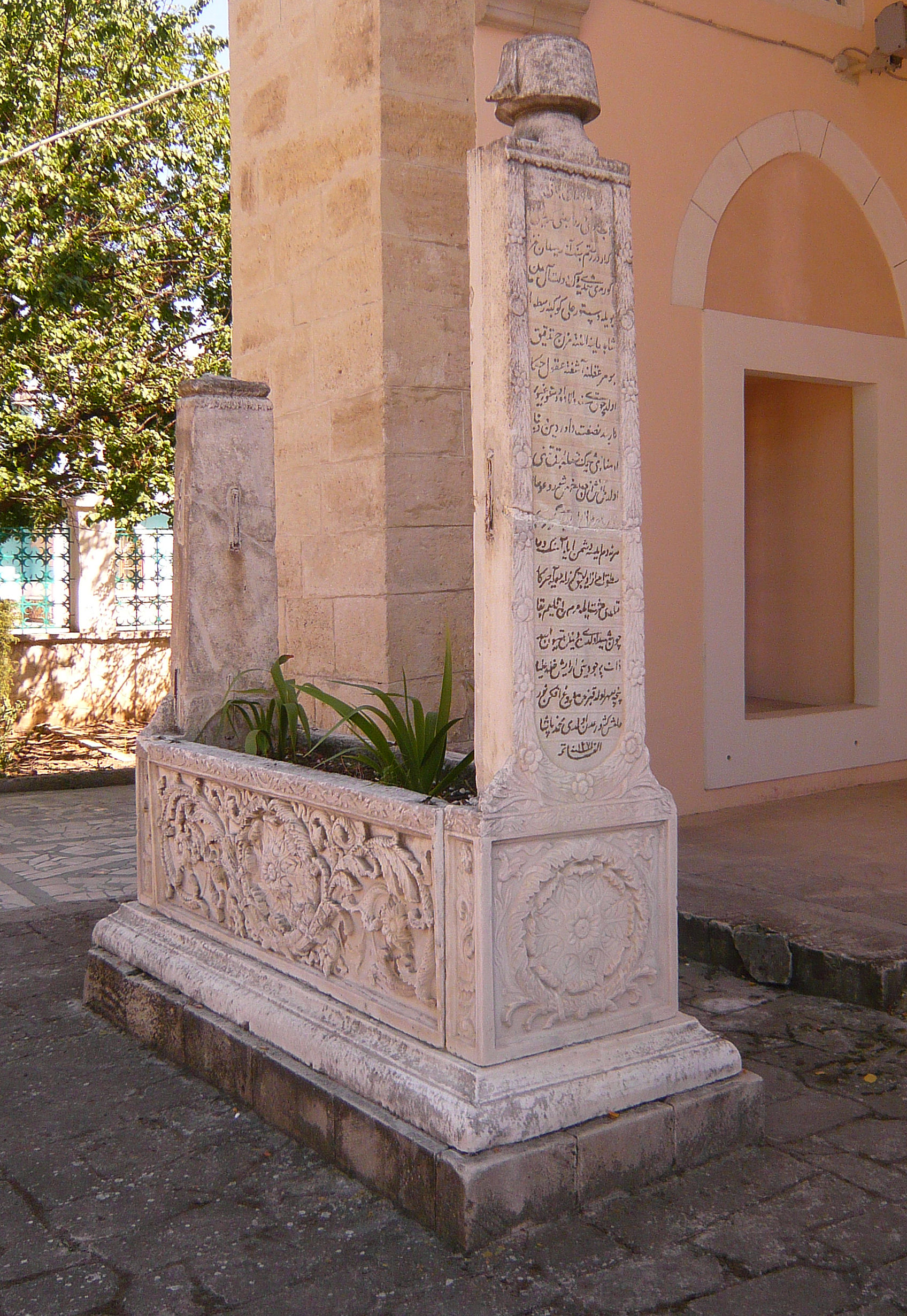
قبر أحد ضحايا حرب القرم من العسكريين العثمانيين في مسجد خان جامعي بمدينة إيفباتوريا

بدأت الحرب العثمانية الروسية في (4 شوال 1269هـ 3 يوليو 1853م)، وكان مسرحها الأول في أوروبا بمنطقة البلقان، حيث قام حوالي 35 ألف جندي روسي باحتلال رومانيا التي كانت تابعة آنذاك للدولة العثمانية، وأبلغت روسيا الدول الأوروبية أنها لن تدخل في حرب شاملة ضد الدولة العثمانية، وأن مافعلته إجراء وقائي لحين اعتراف السلطان العثماني بحقوق الأرثوذكس في كنيسة القيامة في القدس، وأنها سوف تنسحب فور هذا الاعتراف.
قامت الدولة العثمانية وروسيا بحشد قوات ضخمة على جبهات القتال، وعلى جبهتي الدانوب والقوقاز، واستطاع القائد العثماني عمر باشا أن يلحق هزيمة كبيرة بالروس على نهر الدانوب، وأن يدخل رومانيا. وفي جبهة القوقاز ساند الزعيم الشيشاني الإمام شامل القوات العثمانية أثناء القتال ضد الروس.
أرادت الدولة العثمانية دفع بريطانيا وفرنسا إلى دخول الحرب إلى جوارها، ودبرت إرسال مجموعة من قطع الأسطول البحري العثماني القديمة إلى ميناء سينوب على البحر الأسود، وهي تدرك أن هذه السفن لابد أن يهاجمهما الروس، وبالفعل هاجم الروس هذه السفن وتم إغراقها جميعا، واستشهد حوالي ألفي جندي عثماني، وأثارت هذه المعركة قلقا في الأوساط في لندن وباريس، وحذرت الصحافة في العاصمتين من الخطر الروسي.
عرض الإمبراطور الفرنسي نابليون الثالث الوساطة لإنهاء القتال بين العثمانيين وروسيا، إلا أن القيصر الروسي رفض ذلك، خاصة بعد انتصارات عمر باشا في رومانيا، وقال نيقولا الأول: «أشعر أن يد السلطان على خدي»، فبادر نابليون الثالث بالاتفاق مع بريطانيا ضد القيصر، وقبلت لندن العرض الفرنسي بحماسة شديدة، وغادر سفيرا لندن وباريس مدينة سانت بطرسبرغ الروسية في 8 جمادى الأولى 1270 هـ 6 فبراير 1854 م، وتم عقد معاهدة إستانبول في 13 جمادى الآخرة 1270 هـ 12 مارس 1854 م، بين الدولة العثمانية وبريطانيا وفرنسا، ونصت على ألا تعقد أي دولة من هذه الدول صلحا منفردا مع روسيا، وأن يتفاهم قواد الدول الثلاث في الحرب ضد روسيا، وأن تكون الوحدات الإنجليزية والفرنسية والسفن التابعة لهما في إستانبول خاضعة للقوانين العثمانية.
أعلنت فرنسا وبريطانيا الحرب على روسيا في 28 جمادى الآخرة 1270 هـ 27 مارس 1854 م، ونشبت معارك ضخمة في عدة جبهات أثناء حرب القرم، إلا أن أهم هذه المعارك كانت معركة سيفاستوبول التي خاضتها الدول الثلاث للقضاء على القوة البحرية الروسية في البحر الأسود، حيث كان القاعدة البحرية لروسيا في شبه جزيرة القرم (حاليا في أوكرانيا) واستمرت المعركة قرابة العام، قُتل خلالها حوالي 35 ألف قتيل، وعدد من القادة الكبار من كلا الجانبين، حتى انتهى الأمر بسيطرة الدول الثلاث على الميناء في 22 من شعبان 1271هـ 9 مايو 1855م.
في هذه الأثناء توفي القيصر الروسي نيقولا الأول، وخلفه في الحكم ابنه ألكسندر الثاني الذي شعر بعدم قدرة بلاده على مواصلة الحرب، فقرر التفاوض للسلام، خاصة بعد المذكرة التي تقدمت بها النمسا لروسيا وحذرتها فيها من أن دولا أوروبية أخرى قد تدخل الحرب ضدها.
استمرت الحرب أكثر من عامين ونصف، حاربت فيها الدولة العثمانية منفردة في السنة الأولى منها، وتميزت هذه الحرب بمتابعة الصحافة لها، من خلال إرسال مراسلين عسكريين على جبهات القتال.

## معاهدة باريس 1856
بعد توقف حرب القرم نشر السلطان العثماني عبد المجيد في 12 من جمادى الآخرة 1272 هـ 18 فبراير 1856 م، فرمانا عُرف باسم المرسوم الهمايوني للإصلاحات، والذي اعترف بمجموعة من الحقوق للأقليات الدينية في الدولة العثمانية، وكان هدفه الحقيقي محاولة الدولة العثمانية كسب الرأي العام الأوروبي إلى جانبها أثناء المفاوضات لتوقيع معاهدة باريس.
اعترف الفرمان بالمساواة بين جميع رعايا الدولة العثمانية من مسلمين ومسيحيين، وجرّم استخدام تعبيرات تحقر المسيحيين، ونصّ على تجنيد المسيحيين في الجيش العثماني، وإلغاء الجزية، على أن يدفع المسيحيون غير الراغبين في الخدمة العسكرية بدلا نقديا، وأن يمثل المسيحيون في الولايات والأقضية تبعا لأعدادهم في تلك المناطق.
وافتتح مؤتمر باريس في 19 جمادى الآخرة 1272 هـ 25 فبراير 1856 وتم توقيع معاهدة باريس بعد 34 يوما من افتتاح المؤتمر في 23 رجب 1272هـ 30 مارس 1856م، وتضمنت عدة نقاط مهمة، منها:
- حرية الملاحة في نهر الدانوب.
- تشكيل لجنة دولية للإشراف على ذلك.
- إعلان حياد البحر الأسود : وكانت هذه المادة كارثة بالنسبة لروسيا حيث أجبر هذا النص روسيا على سحب سفنها الحربية من هذا البحر ونقلها إلى بحر البلطيق، وبالتالي أصبح البحر الأسود بحيرة عثمانية من الناحية الفعلية وليس القانونية.

واعترفت المعاهدة بالاستقلال الذاتي لكل من ولايتي الأفلاق والبغدان (رومانيا حالياً) ضمن الدولة العثمانية، وأن يتم احترام استقلال الدولة العثمانية وعدم التدخل في شؤونها الداخلية مقابل تعهدها بتحسين أحوال الرعايا المسيحيين في البلقان، واعترف السلطان العثماني بالمساواة التامة بين جميع رعاياه على اختلاف مذاهبهم وأديانهم. وأعلنت الدولة العثمانية قبول مبدأ التحكيم في حالة وقوع خلاف بينها وبين غيرها من الدول، وكان هذا النص مهما في القانون الدولي الناشئ.
وقررت المعاهدة إعادة ميناء سيواستوبول لروسيا، كما احتفظ العثمانيون بحق حماية الأراضي الصربية، ووعدت الدول الكبرى بالعمل على حل أي خلاف ينشأ بين الصرب والعثمانيين.
وثبتت معاهدة باريس امتيازات فرنسا في الأماكن المقدسة المسيحية دون غيرها من الدول، وأضفت عليها الطابع الحقوقي الدولي، حيث إن الامتيازات في السابق كانت نابعة من التعاقد الثنائي بين الدولة العثمانية ذات السيادة على هذه الأماكن وبين فرنسا منفردة.
كان لهذه المعاهدة آثارها على الدولة العثمانية، حيث وقعت بعض المصادمات الطائفية في بعض المناطق في الدولة كما أن هذه المعاهدة عطلت الوجود الروسي في البحر الأسود قرابة 15 عاما، حتى تمكن القيصر ألكسندر الثاني من إنهاء معاهدة باريس سنة 1287هـ 1870 م، أثناء الحرب البروسية- الفرنسية.

## معاهدة باريس - المصالح وصناعة التاريخ
كان لمعاهدة باريس التي عقدتها الدولة العثمانية بعد حرب القرم التي استمرت حوالي 3 سنوات أهمية خاصة في التوازن على الساحة الدولية بين الدول الكبرى، فهي من المعاهدات التي صاغت الوجه السياسي لأوروبا خلال القرن التاسع عشر الميلادي، وكانت مدخلا مهما لتطوير القانون الدولي حيث كانت بداية الفصل بين العقائد الدينية والعلاقات الخارجية، وانتقلت بالقانون الدولي من الحيز الأوروبي الذي كان يعبر في الأساس عن مجموعة من الأعراف غير الملزمة لغير الأوروبيين إلى إشراك الدولة العثمانية في هذا القانون الدولي.
وتكمن أهمية هذه المعاهدة في أنها كشفت بجلاء أن المصالح هي التي تصنع الأحداث ومن ثم تصنع التاريخ، فالتحالفات لاتصاغ وفق العقائد الدينية بقدر ماتصاغ وفق المصالح التي تحققها تلك العقائد، ولذا كانت أطر التحالفات واسعة ومرنة وقابلة للتحرك مع تغير المصلحة، وتلك قصة طويلة دامية كشفتها بجلاء معاهدة باريس.